# Coromell
Coromell – wiatr stanowiący odmianę regionalną bryzy, występujący w północno-zachodnim Meksyku, wiejący od lądu w stronę morza.